# 테오도로 1세 델 몬페라토
테오도로 1세 팔레올로고(이탈리아어: Teodoro I Palaiologos, 1290년 - 1338년 4월 24일)는 1306년부터 사망할때까지 몬페라토 변경백국을 통치한 후작이다.
그는 비잔티움 제국 황제 안드로니코스 2세 팔레올로고스와 비올란테 디 몬페라토 사이에서 태어났다. 그의 작은 아버지인 조반니 1세가 1035년에 사망하자, 알레라미치 가문의 몬페라토 후작 남자 후계자가 단절되고 말았다. 그로인해 몬페라토는 비올란테의 아이들에게 넘어갔다. 콘스탄티노플 총대주교 아타나시오스 1세가 맡아들인 요한네스의 후작 계승을 막아, 테오도로가 대신에 이탈리아로 가게 되었다.
테오도로는 1306년 제노바로 갔고, 1307년에 제노바 공화국의 민중대장 오피치노 스피놀라의 딸 아르젠티나 스피놀라(Argentina Spinola)와 혼인했다. 스피놀라는 그의 부를 테오도로의 몬페라토 지위를 되찾는데 사용했다.
테오도로는 만프레도 4세 디 살루초와 상대하게 되었다. 만프레도는 사보이아 가문의 방계로, 일부 몬페라토 후작들이 사보이아 가문의 부인들을 두었다. 나폴리 국왕 샤를 2세는 또한 몬페라토 영토 일부를 요구하고 나섰다. 테오도로는 점차 적들을 극복하고 후국 전체를 사수해냈다. 1310년에 그는 신성 로마 제국 황제 하인리히 7세에게서 황제의 서임식을 받았다.
테오도로와 아르젠티나는 조반니와 사보이아 백작 아이모네 디 사보이아와 혼인하는 비올란테, 두 명을 두었다.
테오도로는 Les Enseignemens ou Ordenances pour un Siegneur qui a Guerres et Grans Gouvernemens a Faire 라는 제목을 지닌 고전 군사 안내서를 저술한걸로 알려져있다. 테오도로가 콘스탄티노플에 있던 1326-27년 동안 그리스에서 저술되었으며, 장 드 비녜의 중세 프랑스어 번역본만이 전해진다. 이 저서는 중세 군사 안내서 중 가장 흥미있는 서적 중 하나이며, 베게티우스의 군사학 논고나 다른 고전 문서에 의지하지 않았다. 게다가 이는 후기 비잔티움과 중세 세계의 군사 의견의 대표적인 예로 사용된다.
테오도로는 트리노에서 1338년에 사망하였고, 그의 아들 조반니 2세가 계승하였다.